# 巴罗岛 (西澳大利亚州)
巴罗岛（英語：Barrow Island）是澳大利亚西澳大利亚州西北沿海的一座海岛，面积202平方公里。该岛于1816年被命名，以纪念皇家地理学会的创始人约翰·巴罗爵士。
该岛由于缺乏淡水，故而原无常住居民。但自1964年在此发现石油和天然气后，已发展成为澳大利亚最大的油气区。1995年，岛上有油气井430口。目前，雪佛龙、埃克森美孚和壳牌公司在该岛联合开发高更天然气项目。